# 懷特克萊 (亞利桑那州)
懷特克萊（英語：White Clay）是位於美國亞利桑那州阿帕契縣的一個非建制地區。該地的面積和人口皆未知。

## 地理
懷特克萊的座標為36°03′54″N 109°13′07″W / 36.06500°N 109.21861°W，而該地的平均海拔高度為2291米（即7516英尺）。